# Rhytisma decolorans
Rhytisma decolorans är en svampart som beskrevs av Fr. 1823. Rhytisma decolorans ingår i släktet Rhytisma och familjen Rhytismataceae.   Inga underarter finns listade i Catalogue of Life.